# 更生看護専門学校
更生看護専門学校（こうせいかんごせんもんがっこう）は、愛知県安城市にある、JA愛知厚生連が経営する私立看護専門学校である。
安城更生病院に隣接しており、主たる実習はこちらで行う。

## 沿革
- 1947年（昭和22年）4月 - 愛知県農業会更生病院所属看護婦養成所設立
- 1953年（昭和28年）4月 - 愛知県厚生農業協同組合連合会附属准看護婦養成所に改称（昭和40年3月閉校）
- 1964年（昭和39年）9月 - 愛知県厚生農業協同組合連合会附属更生高等看護学院2年課程（定時制）を開校
- 1965年（昭和40年）4月 - 入学期を4月に変更
- 1973年（昭和48年）4月 - 3年課程新設 入学定員40名
- 1976年（昭和51年）4月 - 専修学校医療専門課程に昇格し、愛知県厚生農業協同組合連合会更生看護専門学校に改称
- 2000年（平成12年）3月 - 2年課程（定時制）を閉校
- 2002年（平成14年）4月 - 現在地に新築移転